# エテルベーク
エテルベーク（Etterbeek、仏: [ɛtəʁˈbek];  蘭: [ˈɛtərˌbeːk] ( 音声ファイル)）は、ベルギーのブリュッセル首都圏地域を構成する19の基礎自治体の一つである。ブリュッセル＝ヴィル、イクセル、オーデルゲム、ウォルウェ・サン・ピエール、ウォルウェ・サン・ランベール、スカールベークと隣接している。
オランダ語大学のブリュッセル自由大学(VUB)のメインキャンパスは、フランス語大学であるブリュッセル自由大学(ULB)デ・ラ・プレーンキャンパスと同じ場所にあり、厳密には隣接する自治体であるイクセルに属しているが、エテルベークキャンパスと呼ばれている。

## 歴史

### 起源
伝説によると、ピピン1世の娘ニヴェルのゲルトルードはこの地に8世紀に礼拝堂を作ったとされる。神聖ローマ皇帝オットー1世が966年に発表した文書では、この礼拝堂は 英語: Iatrebache と記されていた。英語: Ietrebecca の名は、恐らく「俊敏な動き」を意味するケルト語の ett と流れを意味するオランダ語の beek が合わさって出来たもので、1127年に初めて現れた。現在の綴りは11年後の1138年、新しい大きな教会が建てられた頃に初出している。

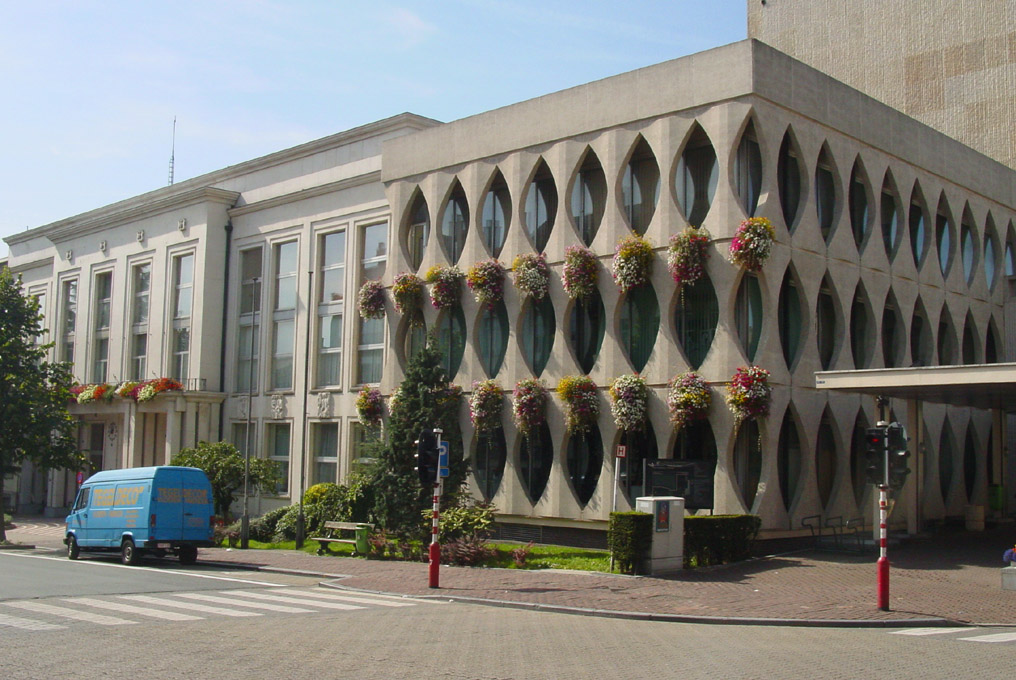
町役場l

### 中世
中世、エテルベークは、1300年前後の、ブラバント公ジャン2世がブリュッセルにビールの課税権を与えた時代を抜いて考えると、ブリュッセルからほぼ独立した村落であった。その後、1489年にはザクセン公アルブレヒト3世が神聖ローマ皇帝マクシミリアン1世に対する反乱軍への攻撃のため、街を破壊した。1580年には宗教改革の聖像破壊運動によって再び街は破壊された。その後、平和が再び訪れたのはオーストリア大公アルブレヒト7世と妃イサベル・クララ・エウヘニアの時代になってからであった。

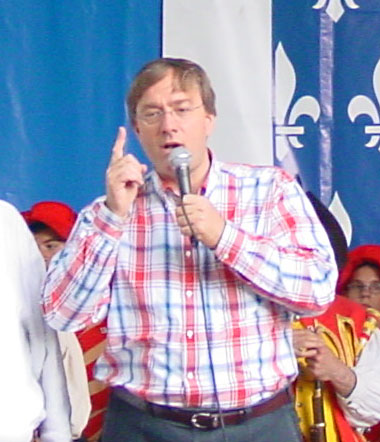
2007年の市長、ヴィンセント・デ・ウォルフ

### 自治
1673年、スペイン王カルロス2世が男爵領にこの地を組み入れたことで、隣のロド・サン・ジュネーズから独立を果たした。最初の男爵はオランダ陸軍の出納係、ドン・ディエゴ・ヘンリケーズ・デ・カストロ（スペイン語: Don Diego-Henriquez de Castro）であった。カストロの家は1766年に売却され、現在でも市内最古の建物として見ることが出来る。
フランスの治世下では、エテルバークはヴォルウェ・サン・テティエンヌ小郡のコミューンに組み込まれた。それ以来、特に1830年のベルギー独立革命以降、ブリュッセルが首都として発展していくにつれて、エテルバークの人口は飛躍的に増大した。1876年には既に1万人を超える人口がおり、1900年には2万人を超え、1910年には3万3千人を数えた。レオポルド2世の治世下では、建設が盛んに行われ、街の様相を現在の広い通りと居住域を持つ物へと一変させた。

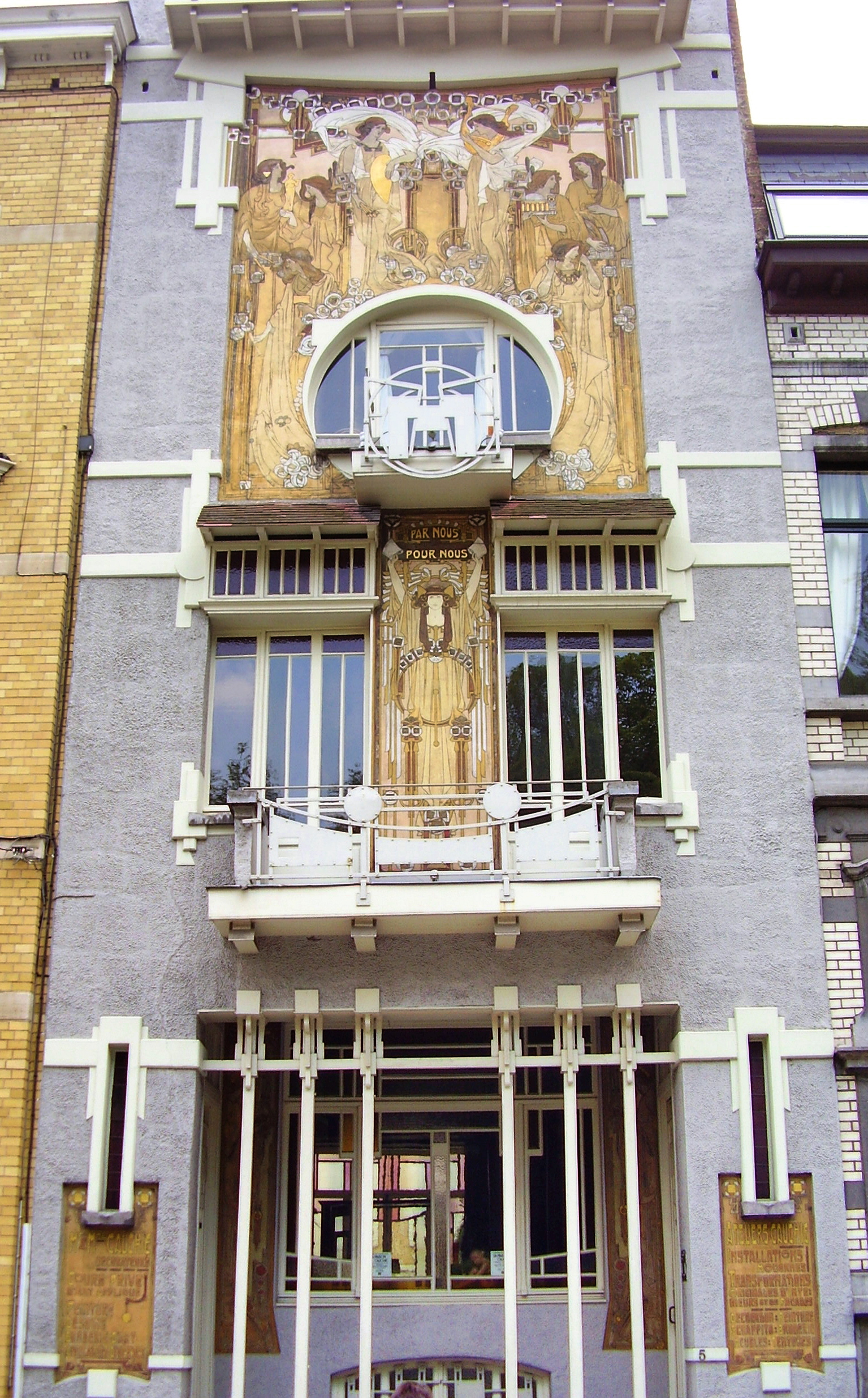
アール・ヌーヴォー様式のコーシー家のズグラッフィート

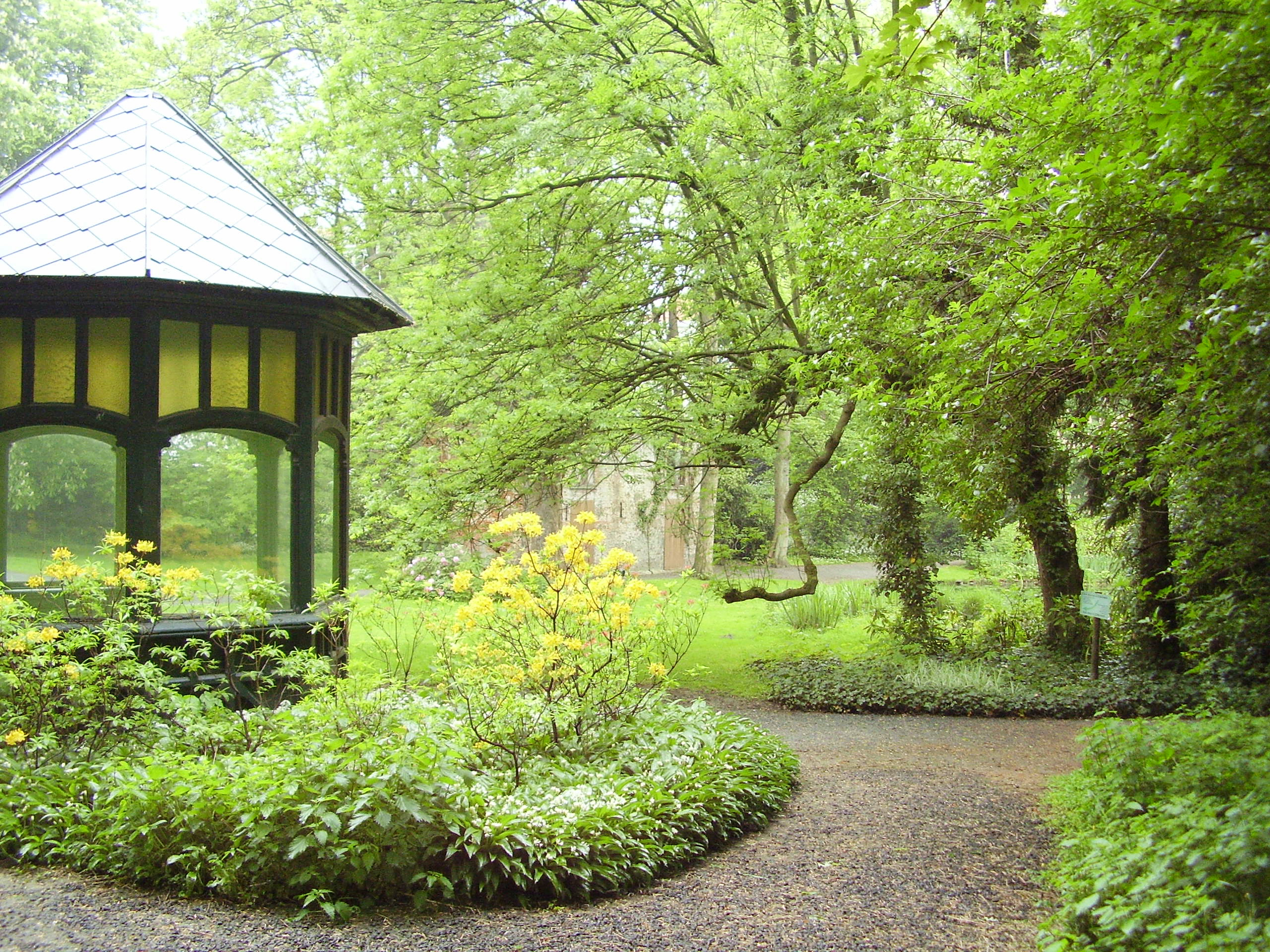
ジャン・フェリックス・ハップ・ガーデン

## 見所
- 市内にある2つのカトリック教会（サン＝アントワーヌ教会またはシント＝アントニウス教会（オランダ語: Saint-Antoine、フランス語: Sint-Antonius）とノートル＝ダム＝ド＝サクレ＝クール教会（フランス語: Notre-Dame-du-Sacré-Coeur）） 。もう一つの教会（サンテ＝ゲルトルード教会（オランダ語: Sainte-Gertrude、フランス語: Sint-Gertrude）は1990年代に破壊された。
- フォンダツィオン・ルネ・カルカン - ルネ・カルカンの昔の製作所
- アール・ヌーヴォー様式で1905年に建てられたコーシー家。そのファサードはアレゴリーに優れたズグラッフィートで知られている。
- 様相は完全に異なるが、1680年に建てられた男爵家。町内最古の建物。
- ジャン・フェリックス・ハップ・ガーデンを含むいくつかの緑地。よく知られているサンカントネール公園はブリュッセル＝ヴィルとエテルバークにその領域がまたがっている。また、レオポルド公園は町の境界になっている。

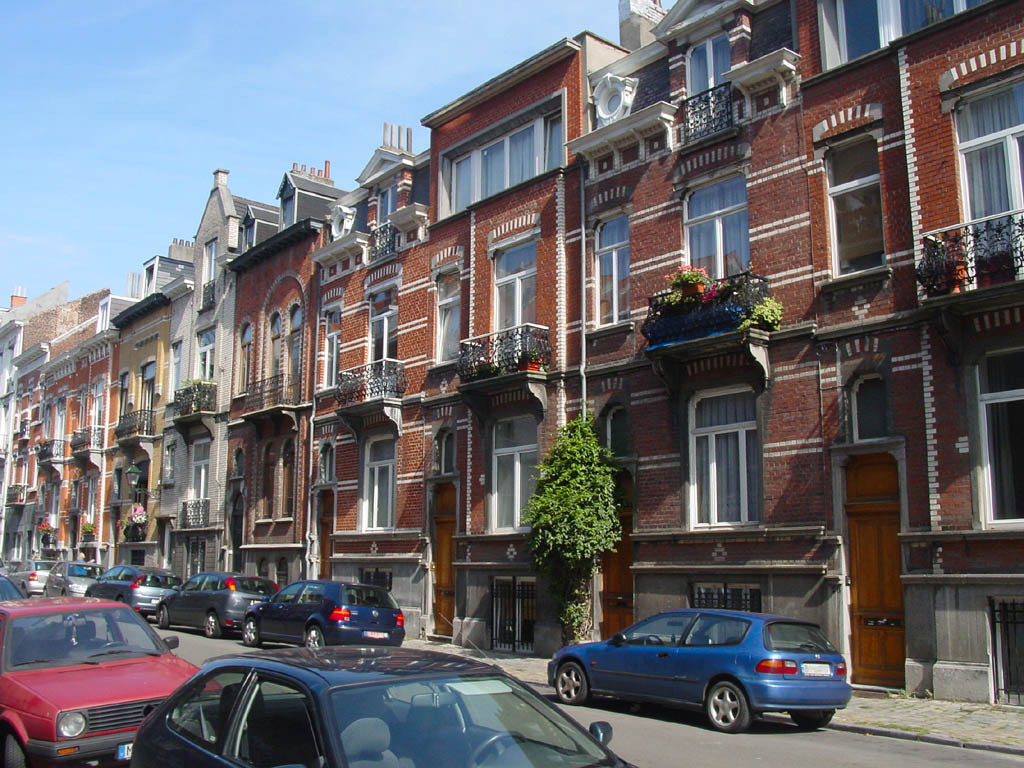
エテルバークの典型的な通り - "Rue des Boers/Boerenstraat"

## 交通
エテルベークにはエテルベーク駅があるが、自由大学同様、この駅もイクセルに跨っている。また、メロード駅（地上鉄道も）とティエフリー駅、ペティヨン駅の地下鉄駅も存在する。

## スポーツ
- エテルベークはR.R.C.エテルベークとアルメニアと言う二つのベルギー地域リーグのチームの本拠地となっており、ギー・ティススタジアムを本拠地にしている。
- 1996年夏、公営プールが焼失したが、現在では再び開業し、開放されている。

## 再開発計画
デ・カセルナ大通り附近の地域を再開発する計画が存在している。この計画では町役場と警察署が行政中心地の新しい建物に移転する事となっている。この新しい位置はレ・ジャルダン・デ・ラ・シャッセ（フランス語: Les Jardins de la Chasse）あるいはチューネン・ファン・デ・ヤヒト（オランダ語: Tuinen van de Jachtと呼ばれている。

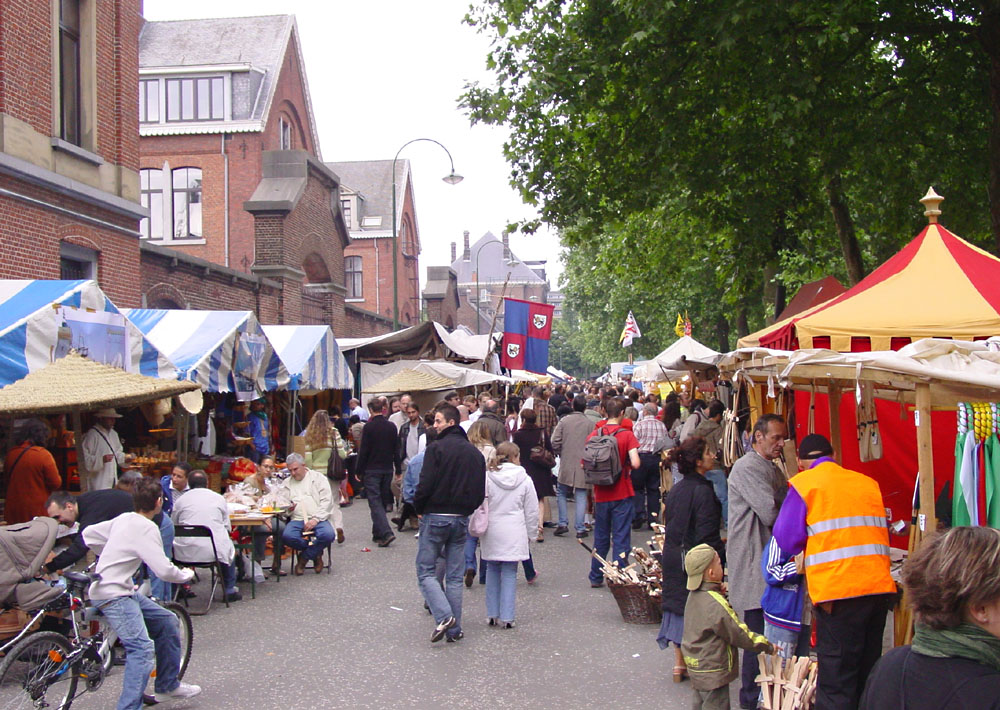
中世風市場、2007年

## イベント
エテルベークは毎年5月末に市の南部の槍騎兵第二聯隊大通り（フランス語: Avenue du 2ème Régiment de Lanciers）で開かれる中世風市の開催地となっている。

## 著名な居住者

### エテルベーク生まれ
- ジェローム・ダンブロシオ - レーサー
- ジャン・ブラケット - 生化学者
- ミーシャ・デフォンスカ - 作家、少女ミーシャの旅―ホロコーストを逃れて3000マイルの著者
- フランソワ・アングレール - ノーベル物理学賞受賞
- ジャンニ・エスポシート - 俳優
- ララ・ファビアン - 歌手
- マルアン・フェライニ - サッカー選手
- フィリップ・フランク - 漫画家
- アンドレ・フランカン - 漫画家
- エルジェ - 漫画家
- アーサー・モーリス・ホカート - 人類学者
- ダニエル・フレット - 漫画家
- ローラン・レセム - 映画監督
- アレクサンドル・デ・メロード - 国際オリンピック委員会のメンバー
- コンスタンタン・ムニエ - 画家、彫刻家
- アメリー・ノートン - 作家
- ゴッドリーヴ・クイストハウト・ローヴォル - 政治家
- ムッシュR - ラッパー
- ヘルマン・ファン・ロンパウ - 政治家、欧州理事会議長

### エテルベーク居住歴有
- ジャン・アプシル - 作曲家
- ジャン・バプチスト・バロニア - 作家
- ルネ・カルカン - 彫刻家
- エイドリアン・デ・ジェルラーシ - 軍人
- ウィレム・フレデリック・ヘルマンス - 作家
- エドガー・ピエール・ヤコブ - 漫画家

### エテルベークに埋葬
- モイーズ・チョンベ - ザイールの政治家

## 姉妹都市
- フランス: フォントネー＝スー＝ボワ
- イタリア: フォルテ・デイ・マルミ
- カナダ: ボーポール